# Davide Brivio
Davide Brivio, né le 17 juillet 1964 à Lecco (Italie), est un dirigeant italien du sport automobile. 
Il s'est tout d'abord illustré dans les années 1990 en Superbike avant de rejoindre le championnat du monde de MotoGP où il est devenu un des directeurs d'équipe les plus couronnés avec Yamaha puis Suzuki, remportant six titres des pilotes, quatre titres constructeurs et six titres des équipes. 
En 2021, il remplace Cyril Abiteboul à la tête de l'écurie de Formule 1 Renault rebaptisée dans la foulée Alpine F1 Team. L'année suivante, il cède sa place à Otmar Szafnauer et devient directeur des projets compétition de l'équipe, s'impliquant notamment dans l'Alpine Academy qui vise à détecter les meilleurs talents en sport automobile.
À partir de 2024, il revient en MotoGP en tant que Team Principal au sein l'écurie américaine, Trackhouse Racing, poste qu'il occupait en 2020 chez Suzuki, lors du titre de champion du monde de Joan Mir.